# Замок Некарн
Замок Некарн (англ. Necarne Castle, Castle Irvine) — замок Ірвін — один із замків Ірландії, розташований в графстві Фермана. Замок Некарн являє собою замок-палац збудований в Вікторіанському стилі. Замок побудований в 1831 році. Двухярусний фасад розроблений архітектором Джоном Б. Кіном. Замок розташований неподалік від міста Ірвінстоун, на землі Лейкленд, на відстані декількох миль від озера Лох-Ерн. Замком в свій час володів Ірвін Д'Арсі.

## Історія замку Некарн
Земля, де нині стоїть замок Некарн була захоплена шотландськими колоністами в 1610 році після завершення завоювання Ірландії Англією. Шотландські колоністіи були зобов'язані на цій землі побудувати замок та утримувати озброєний загін, щоб захистити ці землі від ірландських кланів, що намагалися повернути собі свої землі. На цих землях було 24 орендарі на 1000 акрів землі. Грамоту на володіння цими землями було вручено колоністам 13 травня 1611 року. Ця земля здавна була відома як земля Накарні або Накарна (ірл. — Nakarna). У 1615 році власником цієї землі став Джеральд Лавтер.
Чому ця земля називається Накарна — невідома. Існує легенда, що ірландський вождь Х'ю Роу О'Доннелл воював з англійськими загарбниками. Він побачив, що англійські війська зайняли оборону в цих краях і вислав розвідників з клану О'Браєн. Розвідники повернулись і доповіли: «Ni carn e» — «Ні карн е» — «немає там будівлі». Від цього і пішла назва Накарна. Існує ще одна легенда, що на цьому місці було невелике укріплення і під час маршу Х'ю Роу О'Доннелл захисники укріплення накрили його дерном з сусіднього поля, щоб замаскуватись. Поле, яке називається «поле дерну» або «парк дерну» справді розташоване поруч біля замку.
Перший замок Некарн збудував на цьому місці Джеральд Лавтер (Лоутер) — колоніст з Шотландії. У 1629 році ці землі отримав у власність Крістофер Ірвін. Родина Ірвін володіла цими землями до 1922 року. У 1830 році замок і парк перебудували в вікторіанському стилі. У 1925 році капітан Річард Автрам Гермон з Сассекса купив цей замок. У 1927 році відбулась капітальна реставрація замку. Капітан Гермон та його нова дружина вирушили у світовий круїз. Замок в свій час відвідували лорд Маунбеттен та принц Нідерландів Бернард.
В часи Другої світової війни в замку був відкритий шпиталь для поранених солдат, в першу чергу для матросів флоту США. Спочатку шпиталь був на 200 ліжок, потім був збільшений до 500 ліжок. Замок став притулком для 28-го шпиталю армії США. Після війни замок Некарн не був заселений і поступово перетворювався на руїну. Місцева влада графства Фермана купила замок в 1981 році. У 1988 році замок орендував департамент сільського господарства. Замок використовувався як гуртожиток для студентів, що студіювали сільське господарство, а саме займалися конярством. Потім сільськогосподарський коледж залишив цей замок і він спорожнів. Замок стоїть пусткою і чекає, хто би взяв його в оренду або купив і поступово руйнується. Парк навколо замку можна відвідувати у денні години доби. Замок руйнується, тому зачинений для відвідувачів. Замок і маєток хороші, тільки от люди то все занедбали.